# To Catch a Predator
To Catch a Predator ist eine US-amerikanische Fernsehsendung von Dateline NBC auf MSNBC. Die von Chris Hansen moderierte Sendung wurde von November 2004 bis Dezember 2007 produziert.

## Konzept
In der Sendung wurden gezielt Personen über das Internet angelockt, die vorher mit einem vermeintlich 12- bis 15-jährigen Kind online unangebrachte Nachrichten ausgetauscht hatten. Die Personen wurden zu einem Treffen eingeladen und durch eine sehr jung wirkende Schauspielerin empfangen. Nach dem Treffen stellte Chris Hansen die Täter mit versteckten Kameras zur Rede. Anschließend griff die Polizei zu und verhaftete die angelockte Person.

## Folgen

### Bethpage, Long Island, New York
In der ersten Folge (11. Nov. 2004) gelang es innerhalb von zweieinhalb Tagen 18 Männer in Bethpage, New York zu „überführen“. Einer der Männer war ein New Yorker Feuerwehrmann, der im Dienst den Feuerwehrcomputer für seine Zwecke benutzte und so auch auf den Lockvogel hereinfiel. Am 8. Juni 2006 bekannte sich Hogan schuldig, obszöne Fotos von sich selbst ins Internet gestellt zu haben. Er wurde zu fünf Jahren Bewährung, fortgesetzter psychologischer Behandlung und stichprobenartigen Polygraphentests verurteilt.

### Fairfax County, Virginia
Erst ein Jahr später (4. Nov. 2005) wurde die zweite Folge als einstündiges Special gesendet. Hier wurde in Herndon, einem Vorort von Washington, D.C., innerhalb von drei Tagen 19 Männer geködert und festgenommen. Darunter ein Grundschullehrer, der durch die Anklage seine Arbeit verlor und der Rabbiner David Kaye, der zu sechseinhalb Jahren Gefängnis verurteilt, nachdem er sich in zwei Bundesanklagen schuldig bekannt hatte.

### Riverside County, California
Die dritte Folge (3. Feb. 2006) wurde als zweistündiges Special ausgestrahlt. Die Operation fand in einem Haus in Riverside County in Kalifornien statt und war die erste, die in Zusammenarbeit mit örtlichen Strafverfolgungsbeamten durchgeführt wurde. Innerhalb von drei Tagen wurden 51 Männer festgenommen und wegen Verbrechen angeklagt. Die Vielzahl der Delikte brachte die Strafverfolgungsbeamten zeitweise an ihre Grenzen. Zu den festgenommenen Männern gehörten ein Kriminalbeamter des Heimatschutzministeriums, der dort später entlassen wurde, und zwei Männer, die behaupteten, selbst gegen Online-Täter zu ermitteln und aus Recherchegründen sich auf die Werbung eingelassen zu haben.

### Greenville, Ohio
Diese Sendung lief als Doppelfolge (26. April und 3. Mai 2006) und sollte zeigen, ob das Problem der sexuell motivierten Internet-Täter in Kleinstädten ein ebenso großes Problem ist wie in Großstädten. Daher wurde Greenville in Ohio ausgewählt. Im Ergebnis wurden 18 Männer innerhalb von drei Tagen festgenommen, worüber sogar nbcnews.com berichtete und später wegen versuchten rechtswidrigen Sexualverhaltens mit Minderjährigen angeklagt.

### Fort Meyers, Florida
Auch diese Sendung lief als Zweiteiler (10. und 17. Mai 2006). Diesmal wurden 24 Männern im Rahmen der Ermittlungen festgenommen. Im Laufe der nächsten drei Jahre wurde 20 davon zu mehreren Monaten Gefängnis, aber auch nur zu Bewährungsstrafen verurteilt. Alle bleiben aber für den Rest ihres Lebens als Sexualstraftäter registriert.

### Fortson, Georgia
Nach der Ausstrahlung dieses Zweiteilers (13. und 22 Sep. 2006) durch deren verdeckte Operation innerhalb von viereinhalb Tagen 20 Männer festgenommen werden konnten, kündigte das Büro des Gouverneurs von Georgia eine neue Kindersicherheitsinitiative an, die die Zahl der Spezialagenten im FBI von Georgia verdreifachen und die Zahl der forensischen Computerspezialisten, die sich der Hilfe widmen, um Computerkriminalität zu verfolgen, verdoppeln würde.

### Petaluma, Kalifornien
In der letzten Doppelfolge (29 Sep. und 3. Okt. 2006) der ersten Staffel wurde über die Festnahme von 29 Männer berichtet, die in drei Tagen festgenommen werden konnten. Darunter war ein verheirateter ehemaliger Onkologe, der sich später anwaltlich von Blaire Berk vertreten ließ, der für Mel Gibson und Lindsay Lohan arbeitete. Nachdem er drei Jahre lang versucht hatte, dass die Anklage fallengelassen wird, wurde er am Ende zu zwei Monaten Hausarrest verurteilt, sowie zu lebenslanger Registrierung als Sexualstraftäter.
Die Polizeibehörde von Petaluma kritisierte die Aktion in ihrem Ort, weil sie angeblich eigene geplanten Ermittlungen störte. Bezugnehmend auf spätere Köderoperationen der örtlichen Polizei hieß es: „Sobald sie herausfanden, dass wir aus der Gegend von Petaluma stammten, haben sie die Kommunikation mit uns vollständig unterbrochen.“

### Long Beach, Kalifornien
Nach der achten verdeckte Operation von To Catch a Predator erfolgte ein zweiteiliges Special (30. Jan. und 6. Feb. 2007) aus Long Beach in Kalifornien. Die Aktion führte zur Festnahme von 38 Männern, von denen einer bereits in bei der Operation in Riverside County aufgefallen, alle anderen aber strafrechtlich absolut unauffällig waren.

### Flagler Beach, Florida
(27. Feb. und 6. März 2007)
In Flagler Beach in Florida wurden in vier Tagen 21 Männer geködert und festgenommen, darunter auch ein Polizist und ein ehemaliger Matrose. Letzterer wurde von allen Anklagepunkten freigesprochen, nachdem der Richter entschied, dass die Staatsanwaltschaft nicht nachweisen konnte, dass er Sex mit dem „Lockvogel“ haben wollte. Im Gegenzug verklagte der Beschuldigte NBC und Perverse Justice wegen der Verhaftung.

### Ocean County, New Jersey
In der vorletzten Station, die als Doppelfolge (18. und 25. Juli 2007) gesendet wurde, gelang es innerhalb von vier Tagen 28 Männer im Alter zwischen 21 und 60 Jahren festzunehmen, darunter befand sich auch ein Wiederholungstäter, der eine Anreise von sechs Stunden in Kauf genommen hatte um sein vermeintliches „Date“ zu treffen. Die Mehrheit der potentiellen Täter erhielt eine Bewährungszeit.

### Bowling Green, Kentucky
Bei der letzten Operation in Bowling Green in Kentucky, die am 28. Dezember 2007 gesendet wurde, erschienen nur sieben Männer. Zu den Festgenommenen gehörte auch ein Mann mit Zerebralparese, sowie ein Mann, der behauptete, Detektiv zu sein und deshalb eine Waffe dabei hatte. Er wurde beim Zugriff von der Polizei mit einem Taser beschossen. Allen festgenommenen Männern drohten bei einer Verurteilung fünf bis zehn Jahre Gefängnis.

## Kritik
Die Operationen lösten Proteste von Anwohnern aus, die sich dagegen aussprachen, dass Strafverfolgungsbeamte absichtlich Sexualstraftäter in ihre Nachbarschaft lockten. Der Serie wurde auch vorgeworfen, Nachrichten der Einschaltquoten zuliebe selbst zu produzieren, anstatt Nachrichten zu melden, wodurch die Grenze zwischen einer Nachrichtenorganisation und einer Strafverfolgungsbehörde verwischt wurde. Zudem würden zum Teil ethische Grenzen überschritten und zu schnell Männer als pädophil dargestellt. In diesem Zusammenhang kam es sogar zu einem Selbstmord eines Beschuldigten.
Die Serie inspirierte einen Trend von YouTubern Videos von Einzelpersonen zu produzieren, die To Catch a Predator als eine Form des Aktivismus für soziale Gerechtigkeit ohne Beteiligung der Polizei oder rechtliche Qualifikationen nachahmten. Diese Videos wurden zwar als Fälschung und gestellte Aufnahmen entlarvt, erzielten aber dennoch hohen Zuschauerzahlen und entsprechendes Markensponsoring.